# Tom Wilson (keramiker)
Tom Wilson, född 1926 i Sundsvall, död oktober 1986 i Stockholm, var en svensk formgivare, keramiker och konstnär.

## Biografi
Tom Wilson växte upp i Sundsvall. Han var son till en disponent, sonson till byggmästare A.J Wilson (se Wilson Park) och skulle enligt sina föräldrars önskan utbilda sig till ingenjör. Istället påbörjade han, efter avslutad militärtjänstgöring, en fyraårig utbildning (1948–1952) till keramiker vid Konstfack i Stockholm. 
Under åren 1952–1969 var han verksam som keramiker med egen ateljé i Saltsjö-Duvnäs och åtog sig under perioden offentliga uppdrag via samarbeten med bland annat konstnärerna Rolf Blylods, Olle Nyman, Birger Skarp, Verner Molin och Sven Sahlberg. Några av hans mer framstående offentliga utsmyckningar är T-Centralen, Hagsätras tunnelbanestation, Kärrtorps gymnasium, Operakällaren (bakfickan), Hjalmar Bergmanteatern och Gerdas fisk (Östermalms saluhall). 
I egen regi 1952 tillverkade Wilson teserviser som såldes på NK. Leran hämtade han vid ett av lertagen i Uppland, som vid bränning gav en gul glasyr. Denna dekorerades stilfullt med vita ränder eller penseldrag. Han medverkade vid ett flertal utställningar anordnade av Konsthantverkarna och utförde på uppdrag av de välkända arkitekterna Erik och Tore Ahlsén, Peder Wallenberg, Peter Celsing, Nils Tesch och Holger Blom handmålade kakelplattor som användes både mot privata som offentliga beställare. 
1961 blev Wilson erbjuden en tjänst hos Bo fajans som formgivare och konstnärlig ledare, efter att ha blivit rekommenderad till tjänsten av Gösta Boberg. Hans arbetsuppgift bestod främst i att designa teserviser som kunde konkurrera med en växande exportmarknad från framförallt Kina. Med tiden kom han att intressera sig mer och mer för glasyr och fick efter glasyrmästare Hans Bobergs frånträde ta över framställandet fram till nedläggningen av fabriken 1967. Wilson designade bland annat den hyllade serien Ceylon, en teservis med reliefmönster i turkos och grå glasyr. Utöver serviser designade han även blomkrukor, vaser och figuriner. 
Vid sidan av sin egen verksamhet höll Wilson kvällskurser i keramik på Nacka Yrkesskolor och var återkommande keramiklärare mellan 1955 och 1959 på Viggbyholmsskolans sommarkurser, som anordnades av Professor Carl Malmsten. Wilson var även keramiklärare 1958-1960 under uppstartsåren av Capellagården, Öland. Han vikarierade också som keramiklärare för Stig Lindberg på Konstfack under slutet av 1950-talet. 
Wilson grundade 1955, tillsammans med bland annat Olle Nyman, Tom Krestesen, Carl-Eric Bodén, Sture Brandtberg, Erik Jensen, Bengt Lindgren och Sven Johan SJögren, Nacka konstförening och var där aktiv som kassör.